# Mother Earth
Albums de Within Temptation
The Dance
(1998) The Silent Force
(2004)
Mother Earth est le deuxième album studio du groupe de metal symphonique néerlandais Within Temptation. Sorti le 21 août 2001 il a vite atteint les têtes des charts des Pays-Bas, d'Allemagne (or) et de Belgique (or). Il a également remporté les MTV Awards dans ces pays. 350 000 exemplaires ont été vendus en Europe.
L'album est ressorti en Allemagne et pays limitrophes en janvier 2003 en édition de luxe avec 4 pistes supplémentaires. C'est l'édition qui aura été commercialisée au Royaume-Uni dès septembre 2004.
Le groupe a également tourné un clip-vidéo du titre Ice Queen.

## Liste des titres
| 1.  | Mother Earth       | 5:30 |
| 2.  | Ice Queen          | 5:18 |
| 3.  | Our Farewell       | 5:18 |
| 4.  | Caged              | 5:47 |
| 5.  | The Promise        | 7:59 |
| 6.  | Never-Ending Story | 4:03 |
| 7.  | Deceiver Of Fools  | 7:36 |
| 8.  | Intro              | 1:06 |
| 9.  | Dark Wings         | 4:15 |
| 10. | In Perfect Harmony | 6:57 |

| 11. | RestLess (version classique) | 4:42 |
| 12. | BitterSweet (B-side)         | 3:22 |
| 13. | Enter (Live)                 | 6:40 |
| 14. | The Dance (Live)             | 4:55 |

| 1.  | Mother Earth       | 5:29 |
| 2.  | Ice Queen          | 5:20 |
| 3.  | Our Farewell       | 5:18 |
| 4.  | Caged              | 5:46 |
| 5.  | The Promise        | 8:00 |
| 6.  | Never-Ending Story | 4:02 |
| 7.  | Deceiver of Fools  | 7:34 |
| 8.  | Intro              | 1:05 |
| 9.  | Dark Wings         | 4:14 |
| 10. | In Perfect Harmony | 6:58 |

| 11. | Restless                      | 4:43 |
| 12. | Bittersweet                   | 3:21 |
| 13. | Enter (live Utrecht 1998)     | 6:39 |
| 14. | The Dance (live Utrecht 1998) | 4:53 |